# Messier 14
Messier 14 (również M14 lub NGC 6402) – gromada kulista w gwiazdozbiorze Wężownika, odkryta w 1764 roku przez Charles’a Messiera.
M14 znajduje się w odległości około 30 tysięcy lat świetlnych (9,3 kiloparseka) od Ziemi oraz 13,0 tysięcy lat świetlnych (4 kiloparseki) od centrum Galaktyki. Jej średnica na niebie to 11 minut łuku, zaś rzeczywista około 100 lat świetlnych. Jasność widoma M14 wynosi 7,6 magnitudo, a jasność absolutna aż –9,1 magnitudo.
M14 zawiera kilkaset tysięcy gwiazd, z których najjaśniejsze osiągają 14 magnitudo.
W 1938 roku w M14 wybuchła nowa, co zarejestrowano na zdjęciach. Jednak odkrycie tego wybuchu datuje się dopiero na rok 1964, kiedy to szczegółowo zbadano fotografie wykonane 30 lat wcześniej. Jasność nowej oszacowano na 9,2 magnitudo, czyli około 100 razy więcej niż najjaśniejsze gwiazdy w gromadzie.
Jak dotąd odkryto w M14 ponad 70 gwiazd zmiennych różnych typów.
Około 3° na południowy zachód od M14 znajduje się inna gromada kulista, NGC 6366.